# L'aventura del dit polze de l'enginyer

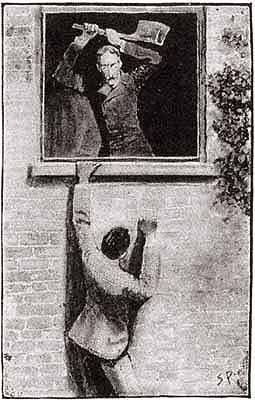
Il·lustració de Sidney Paget per a The Strand Magazine

L'aventura del polze de l'enginyer (anglès: The Adventure of the Engineer's Thumb), una de les 56 històries breus de Sherlock Holmes escrites per Sir Arthur Conan Doyle, és la novena de les dotze històries recopilades a Les aventures de Sherlock Holmes. La història es va publicar per primera vegada a The Strand Magazine el març de 1892. Dins de la narració de la història, el Dr. Watson assenyala que aquest és un dels dos únics casos que va cridar personalment l'atenció de Sherlock Holmes.

## Sinopsi
La història, ambientada l'estiu de 1889, consisteix principalment en un jove enginyer hidràulic consultor de Londres, el senyor Victor Hatherley, que explica estranys esdeveniments de la nit anterior, primer al doctor Watson.
Hatherley havia estat visitat al seu despatx per un home que es va identificar com el coronel Lysander Stark. Li va oferir a Hatherley un encàrrec en una casa de camp, a Eyford, Berkshire, per examinar una premsa hidràulica que s'utilitzava, com explica Stark, per comprimir la terra de fuller en maons. Stark va advertir a Hatherley que mantingués la confidencialitat de la feina, oferint-li 50 guinees (52,50 £ equivalent a 6.173 £ el 2021). Hatherley es va sentir obligat a acceptar aquest treball, malgrat els seus recels, ja que el seu negoci s'havia establert recentment i tenia molt poca feina.
En arribar tard a la nit a l'estació de tren designada, Hatherley és rebut pel coronel Stark i és conduït una distància considerable en un vagó amb finestres de vidre esmerilat fins a la casa on ha d'examinar la màquina. (Un detall menor és que la casa era realment a prop de l'estació; Holmes s'adona que el vagó va conduir "sis [milles] endavant i sis enrere" per dissimular la ubicació de la casa de Hatherley.) Hatherley encara està sota l'encanteri de les 50 guinees i no té por fins i tot quan una dona de la casa l'adverteix que fugi. Finalment se li mostra a la premsa i fa les seves recomanacions sobre les reparacions necessàries. Aleshores, decideix precipitadament inspeccionar la premsa més de prop. El seu descobriment que el seu sòl està cobert per una "escorça de dipòsit metàl·lic" confirma la seva sospita que la màquina no s'utilitza per premsar terra de fuller. Quan s'enfronta precipitadament a Stark amb el coneixement, Stark intenta matar-lo. Amb prou feina s'escapa de morir aixafat quan Stark encén la màquina, però fuig de la premsa amb l'ajuda de la dona. Perseguit per l'assassí Stark, Hatherley es veu obligat a saltar des d'una finestra del segon pis, en el procés aconseguint el seu el polze tallat per l'encleix de Stark. Hatherley sobreviu a la caiguda, però es desmaia entre els rosers, arribant hores després per una bardissa prop de l'estació de tren.
Aleshores, Holmes dona sentit als esdeveniments, reconeixent a Stark i als seus aliats com a falsificadors, ja que la màquina s'ha utilitzat per ajudar a crear mitges corones falses. La història d'Hatherley també ajuda a Holmes a resoldre la misteriosa desaparició d'un altre enginyer hidràulic consultor un any abans, però ell, Watson i la policia arriben massa tard: la casa està en flames i els autors han fugit. La premsa va ser destruïda quan la làmpada d'Hatherley va ser aixafada al seu interior, incendiant la màquina i arruïnant l'operació dels delinqüents, tot i que van escapar amb diverses "caixes voluminoses" que presumiblement contenien monedes falsificades cap a la direcció de Reading, Berkshire.
Aquest és un cas en què Holmes no aconsegueix portar els dolents davant la justícia.

## Historial de publicacions
"The Adventure of the Engineer's Thumb" es va publicar per primera vegada al Regne Unit a The Strand Magazine el març de 1892, i als Estats Units a l'edició nord-americana de Strand l'abril de 1892. La història va ser publicada amb vuit il·lustracions de Sidney Paget a The Strand Magazine. Va ser inclòs a la col·lecció de contes Les aventures de Sherlock Holmes, que es va publicar l'octubre de 1892.

## Adaptacions

### Cinema i televisió
L'any 1923 es va estrenar una adaptació a un curtmetratge mut com a part de la sèrie de pel·lícules Stoll protagonitzada per Eille Norwood com Holmes.
La història va ser adaptada per a un episodi de la sèrie de televisió de 1954-1955 Sherlock Holmes protagonitzada per Ronald Howard com Holmes i Howard Marion Crawford com Watson. L'episodi es va titular "El cas de l'enginyer sense calçat" i la història va ser alterada de manera que Hatherley perd una sabata en lloc del polze, i Stark i el seu co-conspirador són capturats per Lestrade amb l'ajuda d'Holmes.
La història també es va adaptar per a la sèrie d'anime de TMS Entertainment Sherlock Hound, concretament a l'episodi "A Small Client" (1984). Es va mantenir l'essència general de la història, però contenia diverses diferències, és a dir, que el professor Moriarty s'encarregava de la falsificació en lloc de Stark (que no està en absolut present a l'episodi), i que el cas es va posar en coneixement de Hound a través de la filla petita de l'enginyer, en lloc del mateix enginyer, que es manté presoner durant la major part de l'episodi.
La història també va ser adaptada a la pel·lícula de televisió soviètica de 1986 The Adventures of Sherlock Holmes and Dr. Watson – The Twentieth Century Approaches. Allà, el criminal (Col. Stark) és Eduardo Lucas de "L'aventura de la segona taca", i el treball de la banda és un sabotatge econòmic per part de l'Imperi alemany. En escoltar els detalls, Mycroft Holmes decideix equilibrar el dany produint una quantitat igual de moneda alemanya falsa.
Un episodi de la sèrie de televisió animada Sherlock Holmes al segle XXII es va basar en la història. L'episodi, també titulat "L'aventura del polze de l'enginyer", es va emetre el 2001.

### Ràdio
Edith Meiser va adaptar la història com a episodi de la sèrie de ràdio  The Adventures of Sherlock Holmes, que es va emetre el 17 de desembre de 1931, protagonitzada per Richard Gordon com Sherlock Holmes i Leigh Lovell com el Dr. Watson. Un altre episodi adaptat de la història es va emetre el 24 de febrer de 1935 (amb Louis Hector com a Holmes i Lovell com a Watson).
Edith Meiser també va adaptar la història com a episodi de la sèrie de ràdio The New Adventures of Sherlock Holmes, amb Basil Rathbone com a Holmes i Nigel Bruce com a Watson, que es va emetre el 20 d'octubre de 1940. Altres episodis de la mateixa sèrie que van ser adaptats. de la història emesa el juny de 1943 i el gener de 1948 (amb John Stanley com a Holmes i Alfred Shirley com a Watson).
Una adaptació de ràdio es va emetre al BBC Light Programme l'any 1960, com a part de la sèrie de ràdio 1952–1969 protagonitzada per Carleton Hobbs com Holmes i Norman Shelley com Watson. Va ser adaptat per Michael Hardwick.
"The Engineer's Thumb" va ser dramatitzat per Peter Mackie per a la BBC Radio 4 el 1991, com a part de la sèrie de ràdio 1989–1998 protagonitzada per Clive Merrison com Holmes i Michael Williams com Watson. Va comptar amb John Moffatt com Lysander Stark.
La història va ser adaptada com a episodi de la sèrie de ràdio The Classic Adventures of Sherlock Holmes, protagonitzada per John Patrick Lowrie com Holmes i Lawrence Albert com Watson. L'episodi es va emetre el 2015.